# (39393) 5564 P-L
5564 P-L (asteroide 39393) é um asteroide da cintura principal. Possui uma excentricidade de 0.19787470 e uma inclinação de 3.45569º.
Este asteroide foi descoberto no dia 17 de outubro de 1960 por Cornelis Johannes van Houten e Ingrid van Houten-Groeneveld e Tom Gehrels em Palomar.